# هایلندز (کارولینای شمالی)
هایلندز (به انگلیسی: Highlands) شهری در ایالت کارولینای شمالی کشور ایالات متحده آمریکا است که جمعیت آن در سرشماری سال ۲۰۱۰ میلادی، ۹۲۴ نفر بوده‌است.